# SS Nomadic (1911)
SS Nomadic je parník společnosti White Star Line, který byl spuštěn na vodu 25. dubna 1911 v Belfastu. Byl postaven jako pomocná loď pro luxusní plavidla RMS Olympic a RMS Titanic a je posledním existujícím parníkem rejdařství.

## Historie
Kýl Nomadicu byl položen v loděnicích Harland and Wolff v Belfastu roku 1910. 25. dubna 1911 byl spuštěn na vodu a 27. května předán rejdařství White Star Line. Parník byl 67 metrů (220 stop) dlouhý a 11,3 metrů (37 stop) široký, s hrubým výtlakem 1 273 tun. Byl vybaven dvěma trojlistými lodními šrouby, které zajišťovaly maximální rychlost 12 uzlů.
Spolu se sesterskou SS Traffic byly používány jako zásobovací lodě, které přepravovaly pasažéry a náklad z přístavu v Cherbourgu na luxusní Olympic a Titanic kotvící nedaleko na moři (samotné byly tak obrovské, že by se do přístavu nevešly). Zatímco Traffic ale sloužil třetí třídě, Nomadic byl vybaven luxusnějšími interiéry odpovídajícími lodním lístkům pro první a druhou třídu. Po jeho palubách se prošlo mnoho osob, které po zkáze Titaniku vešly do dějin, včetně nepotopitelné Molly Brownové, manželů Duff-Gordonových nebo Benjamina Guggenheima, který se rozhodl zemřít jako gentleman, ve svých nejlepších šatech.
Během první světové války byl Nomadic používán k přepravě amerických jednotek v Brestu. V roce 1927 byl prodán společnosti Compagnie Cherbourghoise de Transbordement a posléze v roce 1934 přešel do rukou Société Cherbourghoise de Remorquage et de Sauvetage. Během druhé světové války pod jménem Ingenieur Minard opět posloužil jako vojenská loď.

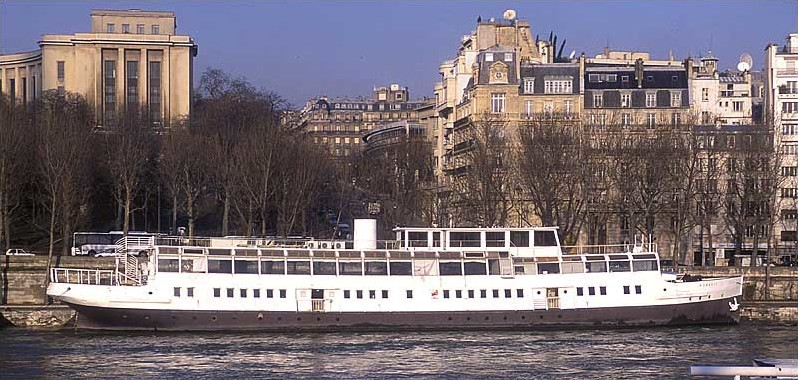
SS Nomadic na Seině

Po skončení války se vrátil ke svému původnímu poslání, tedy coby zásobovací loď společnosti Cunard White Star (White Star Line a její sok Cunard Line se v roce 1934 sloučily), a to plnil dlouhé roky až do listopadu 1968. Sloužil mimo jiné proslulým parníkům Queen Mary a Queen Elizabeth.
V roce 1974 Nomadic přešel do osobního vlastnictví a jeho nový majitel jej změnil na plovoucí restauraci na řece Seině v Paříži, přímo naproti Eiffelově věži. Po uzavření restaurace zde opuštěný parník po určitý čas pomalu chátral, a to až do roku 2003, kdy byl přemístěn do přístavu v Le Havru.

## Záchrana Nomadicu

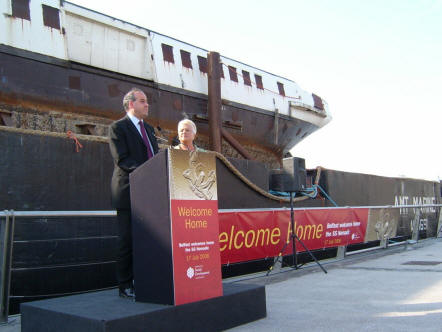
Přivítání Nomadicu zpět v Belfastu

Společnost spravující technické památky Belfastu (Belfast Industrial Heritage – BIH) a nezisková organizace v Severním Irsku rozvinuly snahu o jeho záchranu.
26. ledna 2006 tak byl, díky úsilí představitelů výše zmíněných sdružení, SS Nomadic v aukci prodán vládě Severního Irska, konkrétně ministerstvu kulturního rozvoje (department for social development) za 171 320 liber (vyvolávací cena byla 165 000 liber).
SS Nomadic tedy opustil Le Havre, aby se po dlouhých desetiletích v červnu roku 2006 konečně vrátil do svého rodného domova v Belfastu. Loď zde byla vřele přivítána ministrem kulturního rozvoje Davidem Hansonem, zástupcem města Belfast Ruth Pattersonovou i širokou veřejností. Protože Nomadic během let, kdy sloužil jako restaurace, přišel o vlastní technické vybavení, jeho transport zajistila společnost Anchor Marine Transportation Limited.
Studie provedené městem Belfast odhadly předběžné náklady na rekonstrukci Nomadicu na 7 milionů liber. Komise belfastského přístavu (Belfast Harbour Commissioners) vyslovila souhlas s dočasným zakotvením lodi. Současně byla zřízena nadační sbírka. Nyní, když je Nomadic registrován na seznamu historických plavidel Spojeného království (United Kingdom's National Register of Historic Vessels), může projekt na jeho obnovu zažádat o grant, který by velkou měrou přispěl k současné částce 60 000 liber z veřejné sbírky a 100 000 liber získaných od magistrátu Belfastu.
Veřejnost zároveň založila oficiální společnost na záchranu Nomadicu (Nomadic Preservation Society).
Po návratu do Belfastu byl SS Nomadic ukotven v Queen's Quay, před Odyssey Arenou a na jeho palubě byla uspořádána dočasná výstava. Na konci roku 2008 byla loď uzavřena pro veřejnost a přemístěna do Barnett’s Dock z důvodu údržby. Předpokládá se, že v brzké době dojde k jejímu ukotvení v suchém doku v Hamilton Graving Dock, aby mohla být provedena dlouho očekávaná rekonstrukce.

### Rekonstrukce

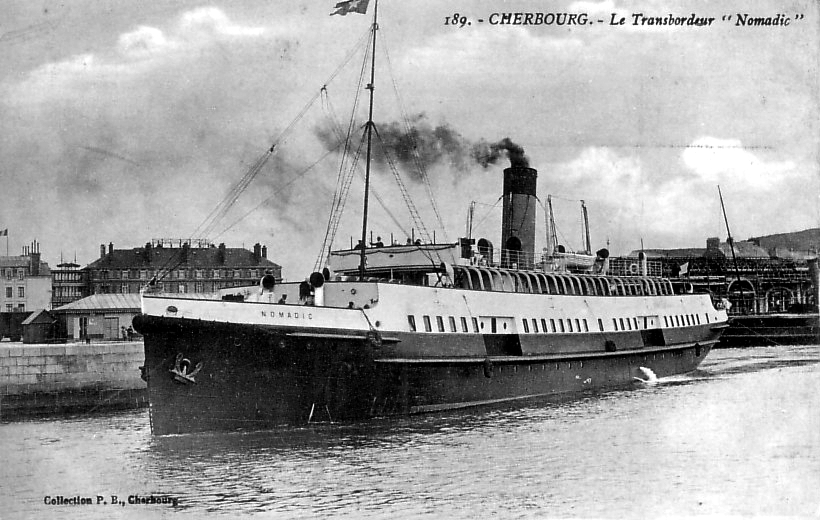
SS Nomadic na dobové fotografii (1911)

V lednu 2009 byla společnost Frazer Nash pověřena zpracováním podrobného plánu na obnovu lodi. Na jeho základě dojde ke stanovení rozsahu rekonstrukčních prací.
Na sklonku roku 2009 bylo již dostatek financí zahájení hlavních restauračních prací. V únoru 2010 byla zahájena úprava a oprava ocelového trupu lodi, aby se zabránilo zhoršování stavu trupu.
V únoru 2011 byla společnost Harland & Wolff pověřena k provedení renovace a oprav ocelových konstrukcí, navazujíc na původní stavitele před 100 lety. Jednalo se o zakázku v hodnotě 2 000 000 liber, a to včetně znovuvytvoření chybějícího můstku, opravy a nátěru trupu v původních barvách společnosti White Star Line. Tyto práce byly dokončeny v únoru 2012.
Poslední etapa restaurátorských prací zahrnuje obnovu luxusního interiéru, včetně obložení a řezbářských ornamentů. Původní dřevěné obložení z Nomadicu bylo zakoupeno z francouzského muzea Společností na záchranu Nomadicu s použitím finančních prostředků získaných během kampaně za obnovu lodi. Tato fáze prací zahrnuje také restaurátorské práce na historickém Hamiltonově suchém doku a pumpovací stanici, které tak budou přeměněny v turistickou atrakci, což by podle předpokladů mělo být dokončeno do listopadu 2012.